# Instituto Europeo de Bioinformática
Instituto Europeo de Bioinformática  ( European Bioinformatics Institute o EBI) es un centro de investigación en bioinformática sin ánimo de lucro situado en Hinxton, Cambridge, Reino Unido. Pertenece al European Molecular Biology Laboratory o EMBL (Laboratorio Europeo de Biología Molecular). Es pionero en investigación bioinformática, proporcionando herramientas para la comprensión de los datos genómicos y proteómicos, así como administrando bases de datos relacionadas con ácidos nucleicos, proteínas y estructuras macromoleculares.
Fue fundado gracias a los fondos de los 20 Estados miembros del EMBL además de la Comisión Europea, Wellcome Trust, «US National Institutes of Health», «UK Research Councils», empresas del sector y el «Department of Trade and Industry» de Reino Unido.

## Utilidades y bases de datos
- EMBL-Bank
- Genomas
- Expresión génica
- Publicaciones
- Análisis de secuencias por similitud
- UniProt
- Secuencias de nucleótidos
- Interacciones moleculares
- Taxonomía (enlace roto disponible en Internet Archive; véase el historial, la primera versión y la última).
- Búsqueda de motivos y pautas estructurales
- Análisis de arrays
- Análisis de secuencias proteicas
- Reacciones y vías
- Ontologías
- Análisis estructural
- Ensembl
- Estructuras macromoleculares
- Familias de proteínas
- Text Mining
- InterPro
- Pequeñas moléculas
- Enzimas
- Downloads
- PDBe-KB

## Proyectos hospedados
- 1000 Genomes
- BioCatalog Archivado el 8 de marzo de 2021 en Wayback Machine.
- BioSapiens
- ENSEMBL  -  junto al Instituto Sanger
- E-Mep
- ELIXIR
- EMBRACE
- EMERALD
- ENFIN
- FELICS
- INSDC
- SYMBIOmatics
- UniProt - junto al SIB,